# Capela do Espírito Santo dos Mareantes
A Capela do Espírito Santo dos Mareantes localiza-se na freguesia de Santiago (Sesimbra), à rua Cândido dos Reis, nº 17, no município de Sesimbra, no distrito de Setúbal, em Portugal.
A Capela do Espírito Santo dos Mareantes encontra-se classificada como Imóvel de Interesse Público desde 1977.

## A Casa do Espírito Santo
A Capela e o Hospital do Espírito Santo dos Mareantes de Sesimbra, edificada nos finais do século XV, destinava-se a prestar assistência de caridade e auxílio aos mareantes de Sesimbra (basicamente cuidados higio-sanitários e alimentares), bem como prestar serviços fúnebres e de  culto, sendo que os confrades também participavam em cortejos processionais.
Propriedade da Confraria do Espírito Santo de Sesimbra sob a intendência e jurisdição da Ordem de Santiago, a qual alterou o seu nome no século XIX para Associação de Socorros Mútuos Marítima e Terrestre da vila de Sesimbra, foi instituição de apoio físico-espiritual de referência na vila.

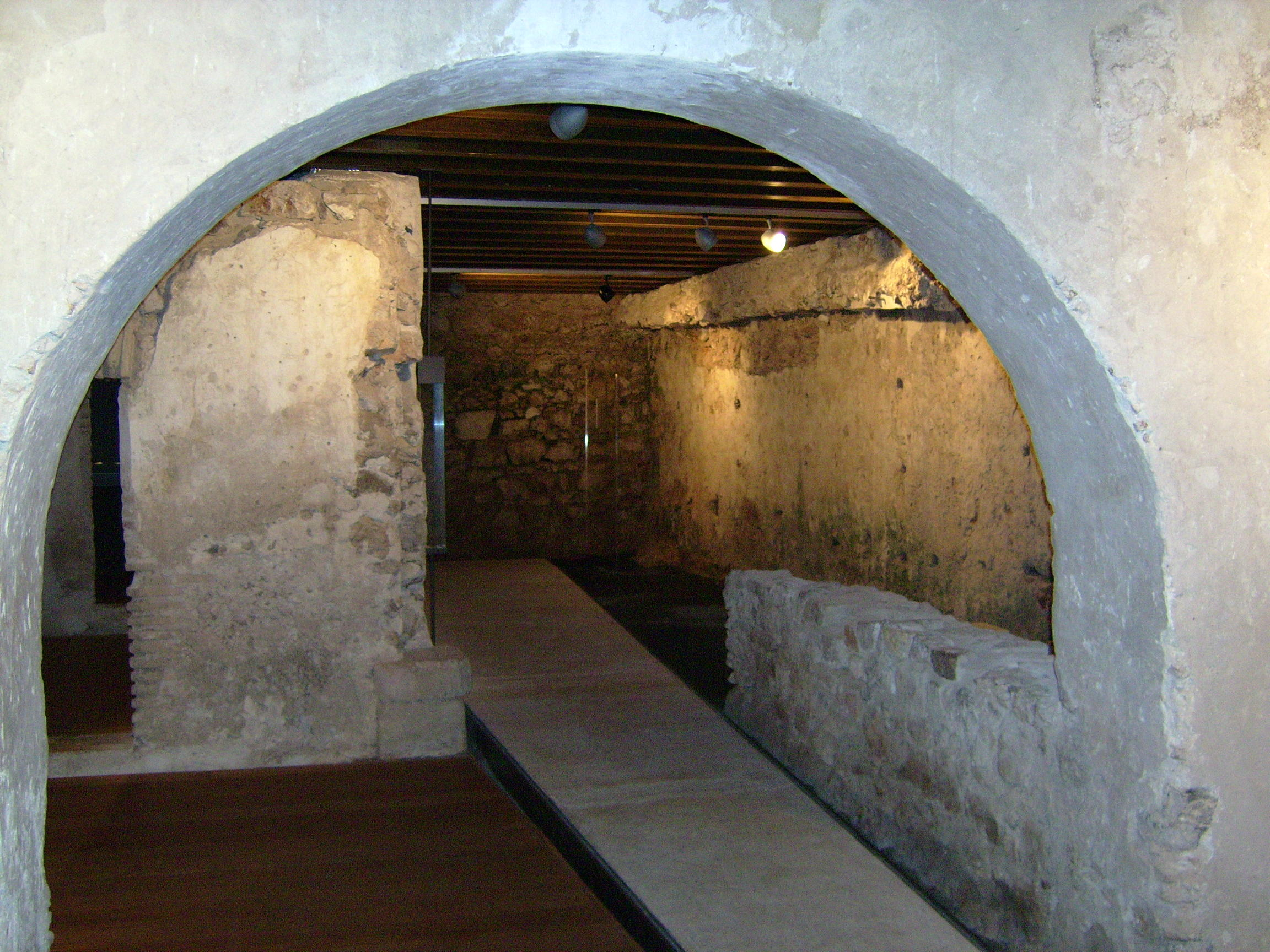
Hospital medieval - Piso inferior da capela

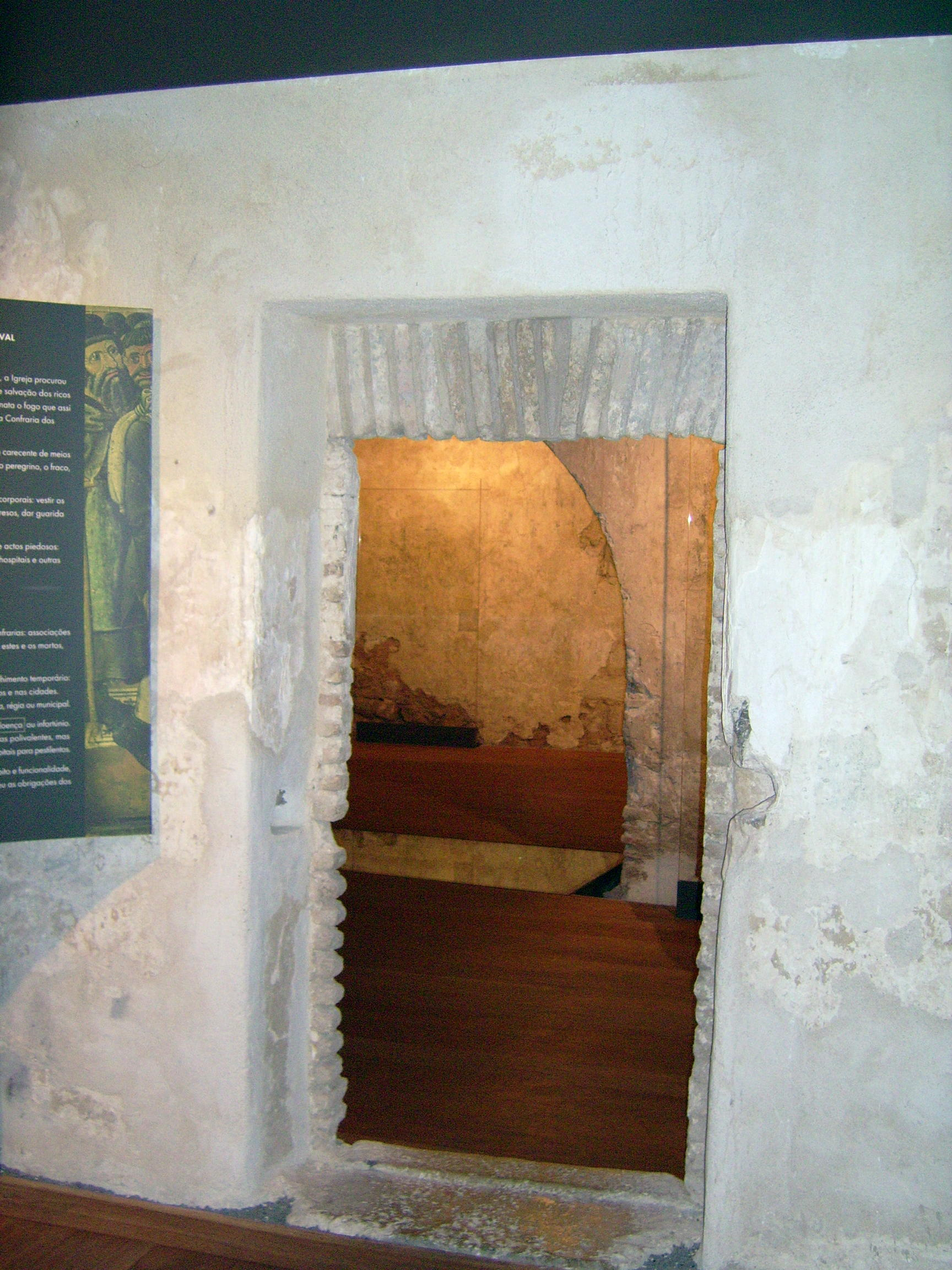
Hospital medieval

É a partir do legado documental ("Visitações") de um Mestres da Ordem de Santiago (D. Jorge de Lencastre, filho bastardo de D. João II) que se desenvolveram esforços para tentar compreender toda a dinâmica associada à atividade da Capela no piso superior e do Hospital Medieval situado no piso inferior, sub-térreo (desde o terramoto de 1 de Novembro de 1755).
Tendo sido construída nos finais do século XV, junto à antiga ribeira de Sesimbra (ribeira essa que fazia a ligação desde o Castelo de Sesimbra até ao mar) está hoje integrada no património monumental municipal visitável.
Material de consulta sobre a capela e o hospital medieval está disponível no local. O edifício foi transformado, após obras de reconversão, em museu municipal, inaugurado em Dezembro de 2003. Possui uma exposição de arte sacra no piso superior e as ruínas consolidadas do Hospital medieval no piso inferior.